# Restaurant panoramique

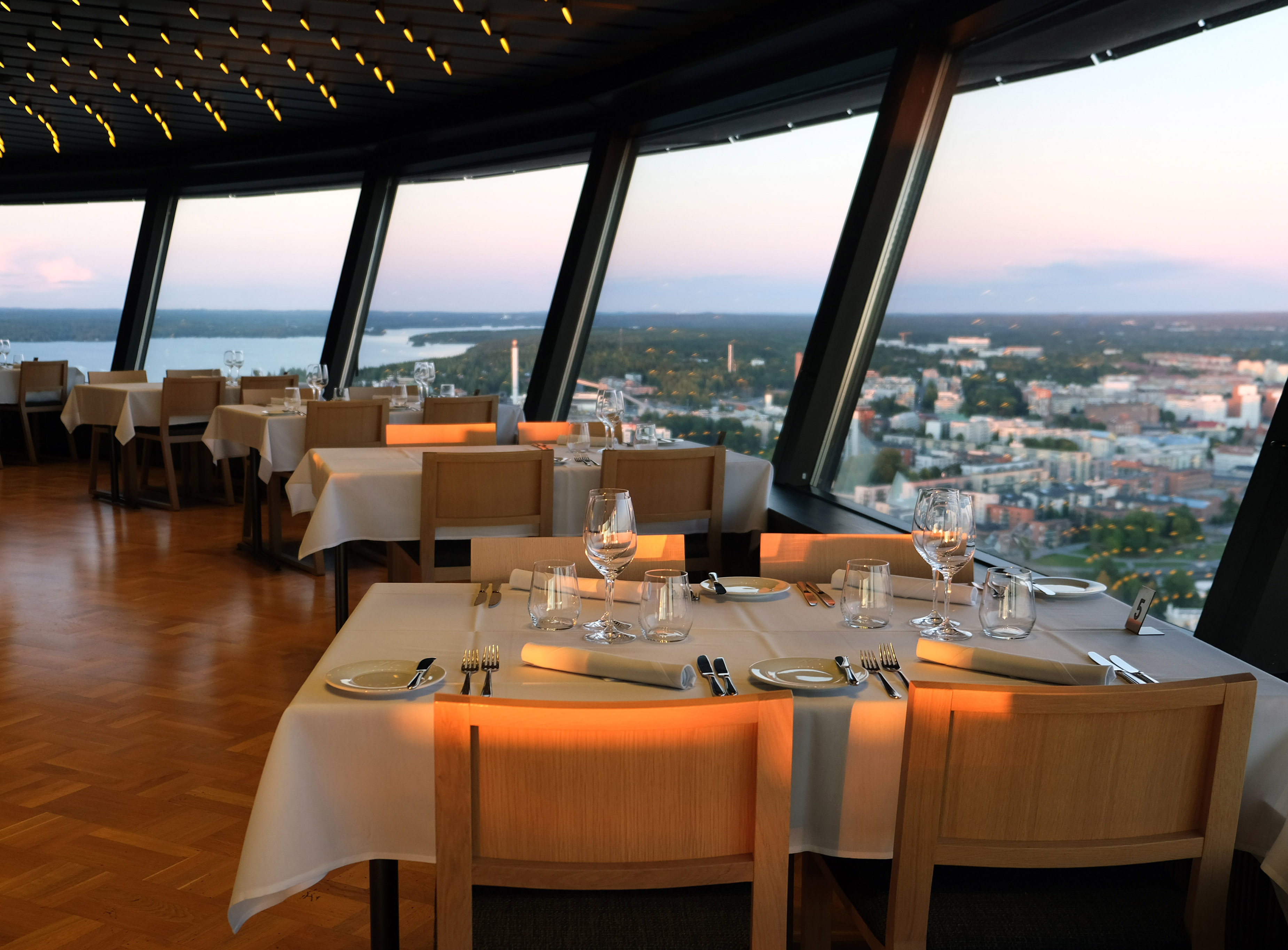
Le restaurant de Näsinneula, offrant une vue sur la ville de Tampere.

Un restaurant panoramique est un restaurant dont l'altitude permet d'offrir à ses clients un paysage supposé agréable à regarder tout en appréciant le repas. Cette altitude peut être le fait d'un relief naturel, en montagne, ou bien d'une construction humaine, par exemple au sommet d'un gratte-ciel.
L'architecture du lieu tente généralement de tirer profit au mieux de ce paysage, notamment avec des ouvertures les plus larges possibles, voire avec un système de rotation afin que le paysage change constamment au cours du repas.
Le Windows on the World était un exemple de restaurant panoramique.